# Комендант крепости (1716—1917)
Комендант крепости — высший военно-административный начальник в крепости, являвшийся также командующим войск гарнизона, и командная (начальственная) воинская должность (фр. commandant — командир) в Российской империи до 1917 года.
В заведовании крепостных комендантов находились арестантские роты, которые управлялись, на правах батальонных командиров, плац-майорами. «Положение об арестантских ротах инженерного ведомства в крепостях», от 21 февраля 1834 года, утвердило 43 арестантские роты военно-инженерного ведомства, к 1838 году их число достигло 55 единиц.

## История
Должность в русской армии ВС России имперского периода введена в начале XVIII века Петром I. Впервые официально упоминается в Уставе воинском о должностях 1716 года. В зависимости от стратегического значения и класса крепости исполнялась генералом или штаб-офицером, как правило, в чине полковника. В XVIII веке Комендант крепости подчинялся губернатору и генерал-фельдмаршалу, со 2-й половины XIX века главному начальнику военного округа. В крепостях I и II класса комендант назначался непосредственно Императором.

## Общие положения
Комендант крепости является главным начальником по управлению крепостью (сооружения и формирования) и осуществляет общее руководство всеми частями войск, управлениями, учреждениями, заведениями и лицами, входящими в состав крепостного гарнизона, всеми инженерными сооружениями, артиллерийским вооружением, различного рода вспомогательными средствами обороны, равно как складами и запасами, как для мирных, так и для боевых потребностей крепости.
Крепости, согласно Высочайше утверждённому расписанию, в зависимости от их стратегического значения, их вооружения и гарнизона разделяются на три класса. В крепости I и II классов Коменданты назначаются по непосредственному усмотрению Государя Императора, с объявлением об этом в Высочайшем приказе и в указе Правительствующему Сенату. В крепости III-го класса Коменданты назначались по представлению Военного Министра, с объявлением в Высочайшем приказе.
Коменданты крепостей состоят в ведении Военного Министра и подчиняются Главным Начальникам военных округов. В местностях, подчинённых Военным губернаторам, взаимные отношения их и Комендантов крепостей определяются особым Положением.
В военное время в крепости, находящиеся в пределах действующей армии, Коменданты могут быть назначаемы Главнокомандующим или Командующим армией, с представлением сих назначений на Высочайшее утверждение. С объявлением военного положения Коменданты крепостей, находящихся в пределах местностей, подведомых Главнокомандующему или Командующему армиею, подчиняются сим последним.

## Полномочия
Общие права и обязанности Коменданта по отношению к войскам, управлениям и лицам вверенной ему крепости, определяются в крепостях I класса правами и обязанностями — Командира корпуса, II и III классов — Начальника дивизии.
Коменданту, как прямому старшему начальнику в крепости, подчиняются все без исключения части крепостного управления, войска, учреждения, заведения и лица, крепостной гарнизон составляющие или предназначенные для потребностей крепости мирного или военного времени.
По отношению к квартирующим в пределах крепости войскам, не принадлежащим к составу крепостного гарнизона, а равно военным чинам, учреждениям и заведениям, не предназначенным для потребностей крепости мирного или военного времени, Комендант исполняет обязанности и пользуется правами Начальника гарнизона.
Комендант крепости является руководителем особого территориального района — крепостного района, определяемого особо утверждённым для этого планом, причём в пределы его, смотря по положению крепости, включается не только пространство, занятое укреплениями но и окрестная местность в расстоянии примерно одного перехода.

## Обязанности и права Коменданта по охране и обороне крепости

### В военное время
Крепость поступает из мирного положения на военное по особому Высочайшему повелению, сообщаемому Коменданту Главным Начальником военного округа или Главнокомандующим и Командующим армиею.
О введении военного положения Комендант объявляет: а) приказом по крепости и б) особым оповещением по крепостному району с указанием порядков и правил зависимости жителей от военного начальства, для военного времени установленных.
С объявлением военного положения Комендант тотчас же замещает, руководствуясь кандидатским списком, должности, положенные по штатам военного времени, и немедленно делает все распоряжения к приведению крепости в готовность к обороне, согласно утверждённому на этот предмет плану. Обо всех недостатках предположений этого плана как в личном составе, так и в материальных потребностях крепости, он неотлагательно доносит Главному Начальнику военного округа.
С объявлением военного положения Комендант принимает меры к немедленному удалению из крепости семейств служащих в крепости лиц, снабжая их свидетельствами на право жительства в избранных ими пунктах, а семейства военнослужащих — и на право пользования пособиями, им предоставленными. Все соображения о порядке приведения этой меры в исполнение должны быть предусмотрены в плане приведения крепости в готовность к обороне.

### При осадном положении
Из военного положения в осадное крепость переходит: а) по Высочайшему повелению или по приказанию Главнокомандующего или Командующего армиею и б) по собственному распоряжению Коменданта в случае внезапного появления неприятеля или возмущения жителей.
О введении осадного положения Комендант объявляет приказом по крепости и крепостному району и вступает в права Командира отдельного корпуса.
С объявлением осадного положения в крепости учреждается Совет обороны под председательством Коменданта из Начальников Крепостного Штаба и Управлений Артиллерийского и Инженерного, старшего Начальника войск пехотного гарнизона и Начальников Отделов обороны. По усмотрению Коменданта, в заседаниях Совета принимают участие Крепостной Интендант и Крепостной Врач.
Во время осадного положения Комендант имеет право уменьшать или увеличивать установленный законом размер довольствия гарнизону, а равно и устанавливать порядки замены одного продукта другими.
Городская и уездная полиция поступает в полное подчинение Коменданту крепости и исполняет все его распоряжения. До наступления действительного обложения крепости неприятелем Комендант поддерживает, по возможности, установленный административный порядок и обычное отправление полициею служебных её обязанностей. Почтовые и телеграфные правительственные учреждения, находящиеся в крепости и её районе, поступают в распоряжение Коменданта.
Когда, по мнению Коменданта, наступит время последних усилий обороны, он обязан собрать Военный Совет из Членов Совета обороны и других лиц, по своему усмотрению, для обсуждения способов дальнейшего продолжения оной. Мнение каждого из Членов этого Совета вносится в протокол его заседания. Засим Комендант решает дело единолично, избирая из поданных мнений самое мужественное и наиболее соответственное обеспечению продления обороны.
В случае падения крепости Комендант ни в каком случае не разлучается с гарнизоном оной и обязан нести одинаковую с ним участь. Он должен стараться о достижении при этом наиболее выгодных условий для гарнизона и жителей крепости.
Если крепость будет взята неприятелем, то Комендант её предаётся суду, состав коего определяется каждый раз по особому Высочайшему повелению. От этого суда зависит оценка мер, принятых Комендантом крепости для обороны, и затем признание, исполнил ли он свой долг или же падение крепости должно быть вменено ему в вину; тот же суд рассматривает также и действия и ответственность прочих Членов Крепостного Военного Совета.

## Структуры при Коменданте крепости
Для управления крепостью при Коменданте находятся: а) Крепостной Штаб и Крепостные Управления: б) Инженерное, в) Артиллерийское, г) Интендантское и д) Медицинское.
Начальники Штаба и Управлений Инженерного, Артиллерийского, Интендантского и Медицинского по управлению личным составом в крепостях I класса пользуются правами — Начальника дивизии, а в крепостях II и III классов — Командира бригады.
Сверх общих органов крепостного управления в распоряжение Коменданта крепости назначаются, где окажется нужным: офицер морского ведомства — для заведования морскими или речными средствами обороны, а с объявлением крепости на военном положении — чины военно-судебного ведомства для производства следствия и суда, и, по предварительному соглашению Министров Военного и Финансов — чины последнего для образования Крепостного Казначейства.

## После революции 1917 года
Декретом СНК от 16 декабря 1917 года «Об уравнении всех военнослужащих в правах» Коменданты крепостей были лишены генеральских и офицерских чинов, но должность, с некоторым изменением функций, продолжала существовать в последующее время.

## Известные коменданты
- А. С. Келин — русский генерал-майор, комендант крепости Полтавы во время её обороны в ходе Северной войны.
- И. И. Бахметев — комендант крепости Очаков.
- М. И. Кутузов — комендант крепости Измаил.
- Ф. Э. Штоквич — полковник, комендант Баязета во время русско-турецкой войны 1877-78 годов.
- И. Н. Львов — последний российский комендант крепости-склада Двинск.

## Крепости Российской империи 1702—1917

### Крепости I класса
- Бобруйская крепость (1810—1897)
- Брест-Литовская крепость (1830—1916)
- Двинская крепость (1810—1918)
- Ковенская крепость (1880—1918)
- Новогео́ргиевская кре́пость (1832—1915)
- Очаковская крепость (1791—1917)
- Петропавловская крепость (1703—1921)
- Свеаборгская крепость (1809—1918)

### Крепости II класса
- Варшавская крепость (1832—1915)
- Владивостокская крепость (1860—1922)
- Гродненская крепость (1887—1916)
- Ивангородская крепость (1837—1916)
- Крепость Измаил (1812—1856)
- Крепость Гангут[фин.] (1808—1854)
- Керченская крепость (1771—1835, 1857—1910)
- Кронштадтская крепость (1703—1918)
- Омская крепость (1716—1864)
- Осовецкая крепость (1882—1916)
- Фридрихсгамская крепость (1742—1835)

### Крепости III класса
- Азовская крепость (1696—1711, 1736—1741, 1769—1810)
- Анадырская крепость (1647—1770)
- Усть-Лабинская крепость (1794—1849)
- Бендерская крепость (1770—1774, 1789—1791, 1806—1897)
- Выборгская крепость (1710—1918)
- Гижигинская крепость (1753—1850)
- Дмитриевская крепость (1761—1826)
- Усть-Двинская крепость (1710—1918)
- Дубненский форт (1883—1916)
- Зегржская крепость (1895—1910)
- Крепость Святой Анны (1730—1762)
- Карсская крепость (1855—1856, 1877—1918)
- Киевская крепость (1706—1918)
- Кизлярская крепость (1736—1857)
- Кушкинская крепость (1885—1918)
- Кюменьгородская крепость (1808—1836)
- Либавская крепость (1892—1914)
- Михайловская крепость (1878—1918)
- Нарвская крепость (1704—1863)
- Николаевская крепость (1869—1918)
- Орская крепость (1735—1861)
- Порт-Артурская крепость (1898—1904)
- Прочноокопская крепость (1794—1859)
- Роченсальмская крепость (1792—1826, 1828—1835)
- Севастопольская крепость (1783—1856, 1892—1918)
- Таганрогская крепость (1696—1712, 1769—1810)
- Темнолесская крепость (1793—1856)
- Форт Александровский (1846—1895)
- Шлиссельбургская крепость (1702—1917)[4]